# Who'll Stop the Rain
Who'll Stop the Rain är en låt av Creedence Clearwater Revival skriven av bandets sångare och gitarrist John Fogerty. Låten släpptes som singel med "Travelin' Band" som A-sida i januari 1970, och nådde #2 på Billboardlistan, och på albumet Cosmo's Factory som släpptes den 25 juli 1970.
När musiktidskritet Rolling Stone frågade om låtens text berättade Fogerty: "Visst talade jag om Washington när jag skrev låten, men jag minns att jag tog med master-versionen av låten hem och spelade den. Min son Josh var fyra år och efter att ha lyssnat på den sa han, 'Pappa stoppa regnet'. Och jag och min fru tittade på varandra och sa: 'Tja inte riktigt'."
Låten har ofta spelats live av Bruce Springsteen & E Street Band, i synnerhet som öppningsnummer under regniga konserter.